# Geigenbauschule Brienz

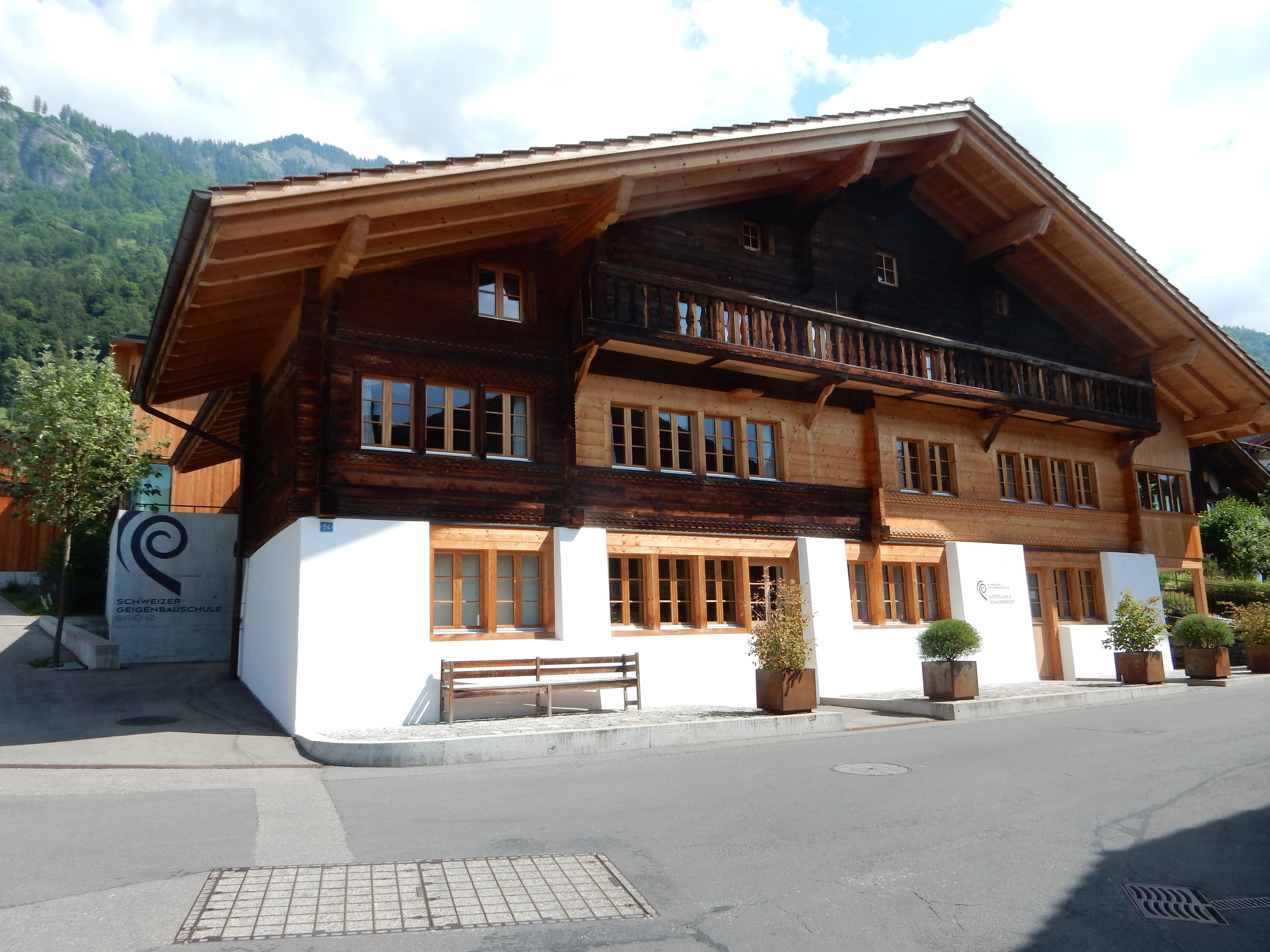
Geigenbauschule Brienz (2023)

Die Geigenbauschule Brienz (Swiss School of Violin Making) ist die einzige Geigenbauschule der Schweiz. Sie ist in Brienz neben der Schule für Holzbildhauerei angesiedelt.

## Geschichte
Die Schule wurde 1944 als Schweizerische Geigenbauschule gegründet, ihr erster Lehrer war Adolf König. Nachdem die Schule zunächst privat organisiert war, wurde sie 1952 in eine staatliche Schule überführt und unter dem Namen Kantonale Geigenbauschule Brienz vom Kanton Bern betrieben. Seit 1998 ist die Stiftung Geigenbauschule Brienz Trägerin der Schule, die seither den Namen Schweizer Geigenbauschule Brienz trägt.

## Ausbildung
Die Schule bietet zwölf Ausbildungsplätze an. Die Ausbildung zum Geigenbauer / zur Geigenbauerin dauert vier Jahre. Es wird der Bau von Geigen, Bratschen und Celli gelehrt, ebenso Servicearbeiten an Bögen. Bis 2016 wurden an der Schule insgesamt 170 Geigenbauer ausgebildet.

## Sonstiges
Die Schweizer Geigenbauschule führt eine Konzertreihe, die «Dachkammerkonzerte» und zeigt eine Dauerausstellung «Von Fideln und Meistergeigen – Ausstellung über den Schweizer Geigenbau und die Kunst, Geigen zu bauen».